# Крајњи живац
Крајњи или терминални живац (лат. nervus terminalis) је тзв. „нулти“ кранијални живац, кога је открио немачки научник Густав Фрич 1878. године у мозгу ајкула. Код људи је први пут описан 1913. године, мада је његово присуство у лобањи и даље контроверзно. Поједине студије указују да је терминални живац нормално присутан у лобањској дупљи одраслих особа. Он се пружа из носне дупље и улази у мозак непосредно испред осталих можданих живаца, у виду микроскопског сплета немијелизованих периферних нервних влакана.
Током аутопсија живац се често превиди јер је неуобичајено танак за мождане живце и потребна је пажљива дисекција да би се уочио. Његова улога није до краја разјашњена и често се изоставља у уџбеницима из анатомије.
Мада је позициониран веома близу мирисним живцима, он не улази у мирисну главицу где се анализирају мирисне информације. Ова чињеница указује да је у питању вестигијални живац или живац укључен у сензацију феромона. У прилог овој хипотези иде и чињеница да се крајњи живац пружа до унутрашњег и спољашњег септалног једра и преоптичких регија мозга, који су укључени у регулисање сексуалног понашања сисара.